# Arensnest
Arensnest este o arie protejată (arie specială de conservare — SAC, sit de importanță comunitară — SCI) din Germania întinsă pe o suprafață de 119,83 ha, integral pe uscat.

## Localizare
Centrul sitului Arensnest este situat la coordonatele 52°08′54″N 12°25′35″E / 52.1483°N 12.4264°E.

## Înființare
Situl Arensnest a fost declarat sit de importanță comunitară în septembrie 2000.

## Biodiversitate
Situată în ecoregiunea continentală, aria protejată conține 2 habitate naturale: Păduri de fag Luzulo-Fagetum, Păduri acidofile de stejar bătrân cu Quercus robur pe câmpii nisipoase.
La baza desemnării sitului se află un număr nedeclarat de specii protejate.